# Скупейко Лукаш Іванович

Лука́ш Іва́нович Скупе́йко (нар. 27 червня 1954) — український літературознавець. Доктор філологічних наук (2009).

## Біографічні відомості
1984 року захистив кандидатську дисертацію «Проблема творчої індивідуальності письменника в літературно-критичних працях Івана Франка», у 2009 — докторську дисертацію, присвячену творчості Лесі Українки.
Працює в Інституті літератури імені Тараса Шевченка Національної академії наук України, нині — провідний науковий співробітник. Водночас:
- від лютого 2000 року — головний редактор журналу «Слово і час»,
- в 2006-2008   роках— директор науково-дослідного інституту Лесі Українки Волинського національного університету імені Лесі Українки.

Дослідник творчості Лесі Українки. Автор монографії «Міфопоетика „Лісової пісні“ Лесі Українки» (Київ, 2006). На основі аналізу художньо-образної системи, композиції, основних мотивів «Лісової пісні» Скупейко пропонує оригінальне тлумачення драми-феєрії Лесі Українки. Залучено значний фольклорно-міфологічний, теоретико-літературний і текстологічний матеріал.

## Праці
- Міфопоетика «Лісової пісні» Лесі Українки. — К.: Фенікс, 2006. — 416 с.
- Нова історія української літератури (теоретико-методологічні аспекти): Збірник статей / Редактор Л. І. Скупейко. — К.: Фенікс, 2005. — 260 с.
- «Слово і час» — журнал академічного літературознавства // Слово і час. — 2007. — № 1. — С. 3—6.
- «Слово і Час»: сторінки українського літературознавства // Слово і час. — 2002. — Випуск 8. — С. 7—18. (співавтор Віталій Дончик)
- Текст автора як екзистенціал страждання (драматична поема Лесі Українки «Одержима») // Слово і час. — 2001. — № 11. — С. 74—83.
- Форми художнього часу в «Лісовій пісні» Лесі Українки // Слово і час. — 2005. — № 8. — С. 16—20.
- Апологія особистості: (статті про Лесю Українку). — К.: Фенікс, 2015. — 240 с.